# Konstantinos Zepos
Konstantinos Zepos (griechisch Κωνσταντίνος Ζέπος, auch Constantine Zepos; * 1931 in Athen; † 6. August 2023) war ein griechischer Diplomat.

## Biographische Daten
Er studierte Rechtswissenschaft an der Universität Athen und an der Universität Grenoble. 1958 trat er in den auswärtigen Dienst. Er wurde in Nikosia und London beschäftigt und war Nachrück Vertreter der Griechischen Regierung bei der Konferenz über Sicherheit und Zusammenarbeit in Europa sowie bei der Europäischen Wirtschaftsgemeinschaft. Am 10. Dezember 1976 eröffnete er in Dublin die griechische Botschaft und blieb dort bis 1983 Botschafter. Von 1987 bis 1990 war er Ständiger Vertreter der Griechischen Regierung nächst dem UNO-Hauptquartier. 
Er war ehemaliger Präsident der Griechischen Gesellschaft für Völkerrecht und Internationale Beziehungen (Ελληνική Εταιρεία Διεθνούς Δικαίου και Διεθνών Σχέσεων), eines Fortbildungsinstituts des griechischen Außenministeriums.
Zepos starb im August 2023 im Alter von 92 Jahren.